# Молекулярна динаміка

Приклад моделювання молекулярної динаміки в простій системі: осадження одного атома Cu на Cu(001)-поверхню. Кожне коло ілюструє положення окремого атома; зауважте, що фактичні взаємодії атомів, які використовуються в поточному моделюванні, є більш складними, ніж взаємодії двовимірних твердих сфер.

Молекуля́рна дина́міка — розділ хімічної кінетики, де вивчаються інтермолекулярний та інтрамолекулярний рухи, що відбуваються в елементарному акті хімічних змін, взаємовідношення між квантовими станами молекулярних частинок реактантів та продуктів.
Молекуля́рна дина́міка — комп'ютерне моделювання руху атомів і молекул у газах, рідинах та твердих тілах.
Молекулярна динаміка поділяється на класичну й квантову. В класичній молекулярній динаміці взаємодія між атомами задається модельними потенціалами. В рамках квантової молекулярної динаміки для знаходження сил взаємодії атомів і молекул розв'язується рівняння Шредінгера для електронів.
Можливості молекулярної динаміки обмежені рівнем обчислювальної техніки. В класичній молекулярній динаміці можна розглянути еволюцію систем сотень тисяч частинок до часів порядку кількох наносекунд. Такий проміжок часу дозволяє прослідкувати за встановленням у системі термодинамічної рівноваги, але недостатній, наприклад, для розгляду процесів дифузії в твердому тілі.
Молекулярна динаміка передбачає кількісне вивчення руху молекулярних систем по поверхнях
потенціальної енергії, де на відміну від кінематики, яка вивчає
тільки властивості руху, враховується природа діючих сил.
Чисельний розрахунок руху атомів у молекулі, або індивідуальних атомів чи молекул у твердому тілі, рідині чи газі
здійснюється згідно з законами руху Ньютона. Сили, що діють
на атоми, розраховуються з використанням силових полів
молекулярної механіки. Результатом розрахунку за методом
молекулярної динаміки є траєкторія.
Синонім — динаміка реакцій.
У жовтні 2017 з'явився фреймворк OpenFermion Cirq , перша платформа з відкритим кодом для перекладу проблем хімії та матеріалознавства в квантові схеми. OpenFermion — це бібліотека для моделювання систем взаємодіючих електронів (ферміонів), що породжують властивості речовини. До OpenFermion розробникам квантових алгоритмів потрібно було вивчити значну кількість хімії та написати велику кількість коду, щоб зламати інші коди, щоб скласти навіть найосновніші квантові симуляції.